# Dywizja Pancerna Lehr
 (130) Dywizja Pancerna Lehr (niem. Kampfgruppe Lehr ) – niemiecka szkolna dywizja pancerna z okresu II wojny światowej.

## Formowanie i walki
Dywizja Panzer Lehr powstała 10 stycznia 1944 roku w wyniku przeformowania Panzertruppenschule II w Krampnitz oraz elementów Panzertruppenschule I auf dem Truppenübungsplatz Bergen. Dywizja stacjonowała na terenie okupowanej Francji. Po inwazji aliantów na Europę (operacja Overlord) dywizja walczyła z wojskami inwazyjnymi pod Falaise, gdzie w ostatniej chwili uniknęła okrążenia.
Po wydostaniu się z Francji jednostka brała udział w ofensywie w Ardenach. Po jej fiasku, w okresie luty-marzec 1945 roku, powstrzymywała ataki brytyjskiej 2 Armii (21 Grupa Armii). Następnie została przerzucona na linię Renu. Razem z całą Grupą Armii B dywizja została okrążona w Zagłębiu Ruhry i w kwietniu skapitulowała przed Amerykanami.

## Skład dywizji w 1944
- 130 szkolny pułk pancerny (Panzer-Lehr-Regiment 130)
- 901 szkolny pułk grenadierów pancernych (Panzergrenadier-Lehr-Regiment 901)
- 902 szkolny pułk grenadierów pancernych (Panzergrenadier-Lehr-Regiment 902)
- 130 pułk artylerii pancernej (Panzer-Artillerie-Regiment 130)
- 911 oddział artylerii przeciwlotniczej [wojsk ladowych (Heeres-Flak-Artillerie-Abteilung 311)]
- 130 pułk niszczycieli czołgów (Panzerjäger-Abteilung 130)
- 130 szkolny batalion pionierów (Panzer-Lehr-Pionier-Batallion 130)
- Panzernachrichten-Abteilung 130
- Panzer-Versorgungstruppen 130
- Panzeraufklärungs-Lehr-Abteilung 130

## Dowódcy dywizji
- gen. por. Fritz Bayerlein od 10 stycznia 1944[1]
- gen. mjr Horst Niemackod 15 stycznia 1945[1]
- gen. mjr Hyazinth Graf Strachwitz od 8 lipca 1944
- płk Rudolph Gerhardt od 23 sierpnia 1944
- płk Paul Freiherr von Hauser od (?) września 1944
- gen. por. Fritz Bayerlein od (?) września 1944
- płk Paul Freiherr von Hauser od 3 kwietnia 1945

## Podległość
- styczeń-kwiecień 1944 Aufstellung D (OB Zachód) Nancy-Verdun
- kwiecień-maj 1944 – rezerwa OKW- Paryż
- maj-czerwiec 1944 – I Korpus Pancerny SS – Grupa Pancerna Zachód
- czerwiec 1944 – LXXXIV Korpus Armijny – 7 Armia
- lipiec 1944 – LVIII Korpus Armijny – 5 Armia Pancerna
- wrzesień-grudzień 1944 (jako grupa bojowa) – LXXX Korpus Armijny – 1 Armia
- styczeń 1945 – XXXXVII Korpus Pancerny – 5 Armia Pancerna
- luty 1945 – rezerwa 1 Armii Spadochronowej
- marzec 1945 – XII Korpus SS- 15 Armia
- kwiecień 1945 – LXXIV Korpus Armijny